# Zollernia glabra
Zollernia glabra är en ärtväxtart som först beskrevs av Spreng., och fick sitt nu gällande namn av Gennady Pavlovich Yakovlev. Zollernia glabra ingår i släktet Zollernia och familjen ärtväxter. IUCN kategoriserar arten globalt som livskraftig. Inga underarter finns listade i Catalogue of Life.